# ۱۲ سپتامبر
۱۲ سپتامبر در تقویم گرگوری، دویست و پنجاه و پنجمین (در سال‌های کبیسه دویست و پنجاه و ششمین) روز سال است. ۱۱۰ روز تا پایان سال باقی است.

## رویدادها
- ۴۹۰ (پیش از میلاد) - نبرد ماراتون
- آخرین محاکمه آرمان عبدالعالی ، دوست ، قاتل و عامل جنایت قتل غزاله شکور در دادگاه _ ۲۰۲۰ [۱]
- روز گرامیداشت برنامه نویسان
- آزادسازی وین و شکستن محاصره عثمانی توسط نیرو های اتحاد مقدس

## زادروزها
- ۱۸۸۱ – آدولف هونلاین، نظامی آلمانی و از مقامات حزب نازی (د. ۱۹۴۲)
- ۱۸۹۱ – سیدنی مشبیر، نظامی اهل ایالات متحده آمریکا (د. ۱۹۷۳)
- ۱۹۱۶ – تونی بتنهازن، رانندهٔ مسابقات اتومبیل‌رانی فرمول یک اهل ایالات متحده (د. ۱۹۶۱)
- ۱۹۴۲ – لورین دان، دوندهٔ دوی با سرعت و با مانع پانامایی. (د. ۲۰۰۳) [۲]
- ۱۹۵۰ – گوستاو برانر، طراح و مهندس خودروهای فرمول یک اهل اتریش
- ۱۹۵۷ – کاظم الساهر، خوانندهٔ عراقی
- ۱۹۶۶ – انوشه انصاری، کاوشگر و رئیس انجمن گردانندگان شرکت فناوری ارتباط از راه دور (TTI)

## مرگ‌ها
- ۱۹۹۵ - جرمی برت، بازیگر انگلیسی نقش شرلوک هلمز در ۶۱ سالگی.
- ۲۰۰۳ - عفیفه الحصنی، شاعر سوری.[۳]